# 御書處
御书处，位于紫禁城西南、西华门内南侧，原是清朝内务府下属机构之一，后来划归武英殿修书处。

## 简介
御书处原名“文书馆”，顺治朝设在西华门内路南。康熙二十九年，改称“御书处”。《内务府册》载，“御书处在西华门内南，共房四十三楹。康熙二十九年立。初名文书馆，后改今名。恭刻御制诗文法帖之属。”《钦定总管内务府现行则例》载，“御书处监造官员专司钩摹御笔、镌刻、拓印、制墨及朱锭等事。”
御书处于道光三年四月遭火灾焚毁。《清宣宗实录》载，“道光三年四月，御书处弗戒于火。”《内务府奏销档》载：“拆毁房十间。”《钦定总管内务府现行则例》载，道光二十三年奏明裁撤御书处，归并武英殿管理。道光二十三年，御书处划归武英殿修书处。
御书处负责拓刻、临摹皇帝诗文、法帖手迹、造朱墨等等。下设刻字、托裱、制墨、墨刻四个作房。御书处设有库掌、委署司匠、柏唐阿等官员十二人，匠役一百十八人。同治、光绪年间，仍然存有“墨刻”、“拓刷作”或者“御书处”等等称谓，这说明上述作房仍保留。
《国朝官史续编》载：“世祖御笔‘正大光明’殿匾，圣祖摹勒上石，迹藏御书处。”奉清朝乾隆四十五年谕旨，御书处还刻成《御定补刻明代端石兰亭图帖》。
清朝的御墨是专供奉皇帝书写用的墨。御墨有两种：一种署“御用”款，是内务府御书处墨作所制的墨品，烟料属上选，但造墨法远不及徽州墨工造诣之精湛；另一种署“御墨”款，是御书处按照纹样，向安徽等地的墨工定制之墨。
《军机处藏紫禁城各门图》注：御书处东为乾肉库。如今，御书处及乾肉库等建筑均已无存。